# Elevatie (ballistiek)
Onder elevatie wordt in de ballistiek de hoek verstaan die de zielas (denkbeeldige lijn door het midden van de loop of schietbuis) van het wapen direct voor het afgaan van het schot maakt met het horizontale vlak en die boven het horizontale vlak ligt. 
De elevatie waarbij het projectiel de grootste afstand aflegt, is theoretisch (in de luchtledige ruimte) 45 graden. In de praktijk is deze hoek, vooral ten gevolge van de luchtweerstand, kleiner. Ook is deze waarde nog afhankelijk van de wind, de luchtvochtigheid en de schootsrichting. 
Bij artillerie die gebruikmaakt van elevaties kleiner dan de maximaal-bereik elevatie, zoals houwitsers, spreken we van vlakbaan schieten. 
Bij wapens die juist elevaties gebruiken die groter zijn dan de maximaal-bereik elevatie, zoals mortieren, spreken we van steilbaan schieten; bijvoorbeeld wordt dit gedaan om over obstakels heen te schieten.
Indien de zielas een hoek maakt beneden het horizontale vlak, spreek men van declinatie of dompen. Een andere naam voor elevatie is vluchten.